# 流浪的心
《流浪的心》為香港和台灣歌手王傑的第十張個人專輯，也是第四張粵語專輯，發行於1990年10月10日，由香港華納唱片公司發行。

## 專輯簡介
專輯為王傑（WANG工作室）製作，主打歌「流浪的心」在推出短短一星期內旋即登上無線電視勁歌金榜冠軍，第二波主打歌「親愛的」亦接連登上香港電台中文歌曲龍虎榜冠軍、無線電視勁歌金榜冠軍。此張專輯推出時王傑忙於拍攝電影《戰龍在野》、《至尊無上II之永霸天下》因而未對專輯做太多宣傳，除了「流浪的心」與「親愛的」之後再沒有推出其它歌曲作宣傳，也讓此專輯未能延續前三張粵語專輯的氣勢。
收錄於徐小鳳專輯《一幅畫》的《雙城記》，某程度上也是基於此專輯《想見不敢見》的歌詞改編（填詞人是徐小鳳的監製向雪懷），比王傑的版本早一個月面世。至於國語版《不要從我的眼中離開》，更因為拍《戰龍在野》、《至尊無上II之永霸天下》而缺席宣傳，要推遲數個月後才推出。

## 曲目
| 曲序 | 曲名         | 曲       | 詞     | 編曲     | 附註                   | 國語版本                                      |
| 01   | 冰太陽       | Ricky Ho | 林振強 | Ricky Ho |                        | 冷冷的太陽，收錄於 《孤星》                   |
| 02   | 忘記我       | 陳志遠   | 潘偉源 | 陳志遠   |                        | 帶著回憶離開我，收錄於 《忘記你不如忘記自己》 |
| 03   | 天意         | 陳志遠   | 因葵   | 陳志遠   |                        | 今生錯過了說愛，收錄於 《為了愛夢一生》       |
| 04   | 想見不敢見   | 王傑     | 潘偉源 | Ricky Ho | 曲同徐小鳳的「雙城記」 | 不要從我的眼中離開，收錄於 《為了愛夢一生》   |
| 05   | 親愛的       | 王傑     | 潘偉源 | Ricky Ho |                        | 為什麼，收錄於 《為了愛夢一生》               |
| 06   | 失敗者       | 王傑     | 陳少琪 | Ricky Ho |                        | 我要飛，收錄於 《我要飛》                     |
| 07   | 流浪的心     | 陳秀男   | 潘源良 | Ricky Ho |                        | 流浪的心（國），收錄於 《忘記你不如忘記自己》 |
| 08   | 孤獨的觀眾   | 王傑     | 陳少琪 | Ricky Ho |                        | 在我們的世界裡，收錄於 《我要飛》             |
| 09   | 留下我一個   | 王傑     | 潘偉源 | Ricky Ho |                        | 不願再多說，收錄於 《我要飛》                 |
| 10   | 講不出的痛苦 | 丁曉雯   | 林夕   | Ricky Ho |                        |                                               |

## 唱片版本
- 錄音帶版
- 首批德國壓製CD
- 復刻盤
- 黑膠唱片

## 音樂錄影帶
- 流浪的心
- 親愛的